# Porte de Charenton
De Porte de Charenton is een toegangspunt (Porte) tot de stad Parijs, en is gelegen in het oostelijke 12e arrondissement aan de Boulevard Périphérique.
Vanuit de Porte de Charenton vertrok vroeger de nationale weg N6 naar Sens en Lyon. Tegenwoordig is dit de D6.
Bij de Porte de Charenton is het gelijknamige metrostation Porte de Charenton aanwezig, die onderdeel is van de Parijse metrolijn 8.